# Floribert Tambwe Ndayisaba
Floribert Tambwe Ndayisaba (né à Bujumbura le 12 août 1989) est un footballeur du Burundi.
Il débute chez les cadets de Fina Racing en 2000. Deux ans après il s’engage avec Chanic FC de 2002 à 2004. En 2005, Vital’O FC enrôle le jeune défenseur plein de talent. La même année Tambwe s’impose comme l’un des meilleurs défenseurs de la capitale Bujumbura et gagne la confiance de l’entraîneur national cadet.
Il est titularisé en défense centrale dans le match entre le Burundi et le Burkina Faso[Quand ?], match qui s’est soldé sur la victoire des Intamba Mu Rugamba sur un score de deux buts à zéro. Depuis lors, Tambwe est incontestablement le meilleur défenseur du championnat de Bujumbura, en démontrent d’ailleurs les titres de meilleur joueur évoluant au Burundi en 2005 et 2006.
Capitaine infatigable des Mauves Blanc aujourd’hui transformé en milieu récupérateur, comparé au Ghanéen Michael Essien, ce joueur très polyvalent est la pièce maîtresse de Vital’o.
Son premier match chez les A remonte au 4 septembre 2006 entre Égypte-Burundi.
Il joue actuellement en Azerbaïdjan avec le FK Bakou.